# Gordon Shedden

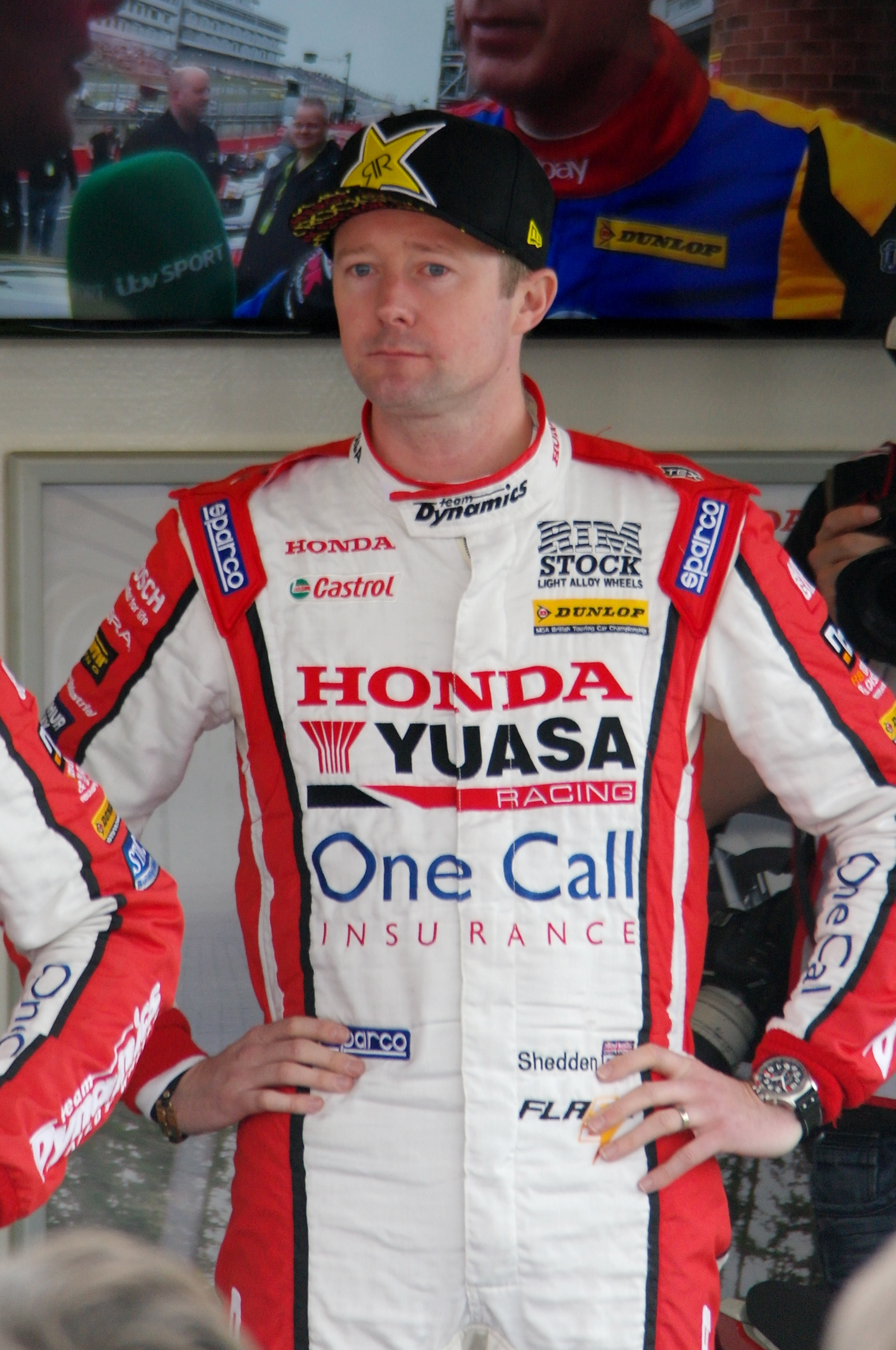
Gordon Shedden in 2014.

Gordon Shedden (Edinburgh, 15 februari 1979) is een Schots autocoureur. Hij werd kampioen in het British Touring Car Championship in 2012, 2015 en 2016, waarmee hij na John Cleland en Jim Clark de derde Schot is die dit kampioenschap op zijn naam wist te schrijven.

## Carrière
Shedden begon zijn autosportcarrière in 1999 in het Ford Fiesta Championship. In 2000 won hij deze klasse met 9 overwinningen. Hierna stapte hij over naar het SEAT Cupra Championship en werd tweede in 2003 en vierde in 2004. In 2001 reed hij tevens een gastrace in het BTCC op het Knockhill Racing Circuit en reed tevens op dit circuit in de Britse Porsche Carrera Cup in 2005.

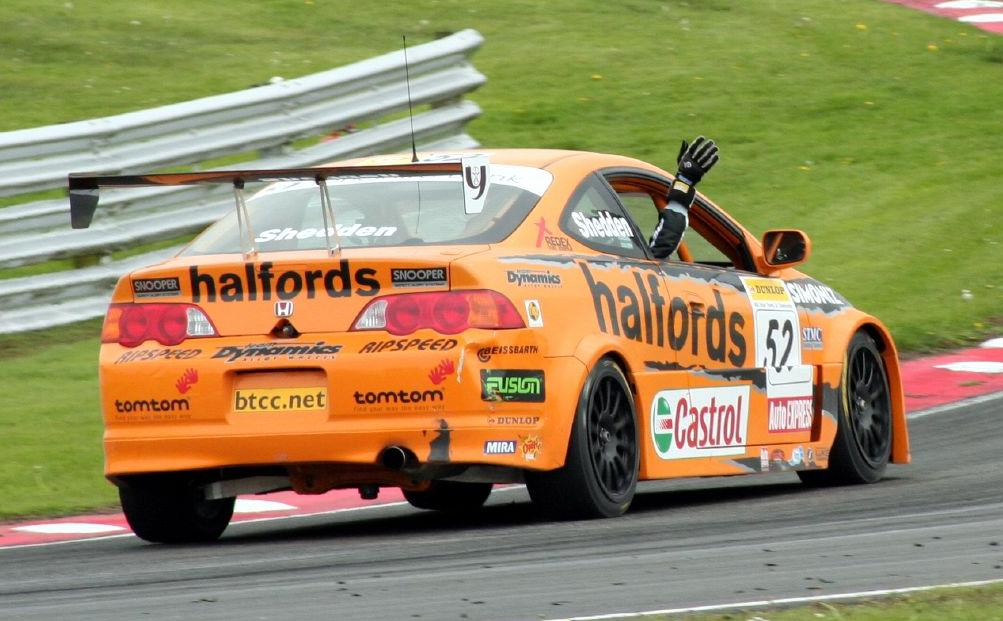
Shedden in het BTCC op Oulton Park in 2006.

In 2002 zou Shedden oorspronkelijk zijn fulltime debuut maken in het BTCC in een Alfa Romeo, maar dit project werd afgeblazen. In 2006 maakte hij wel zijn debuut, toen hij voor het Team Halfords mocht rijden in een Honda Integra Type-R naast regerend kampioen Matt Neal. Hij won direct vier races op Oulton Park, het Thruxton Circuit en op Donington Park (tweemaal) en werd vierde in het kampioenschap met 204 punten.
In 2007 bleef Shedden bij Team Halfords rijden, dat overstapte naar een Honda Civic. Hij behaalde opnieuw vier zeges op Oulton Park, Donington Park, het Snetterton Motor Racing Circuit en Knockhill en verbeterde zichzelf naar de derde plaats in het kampioenschap met 200 punten.

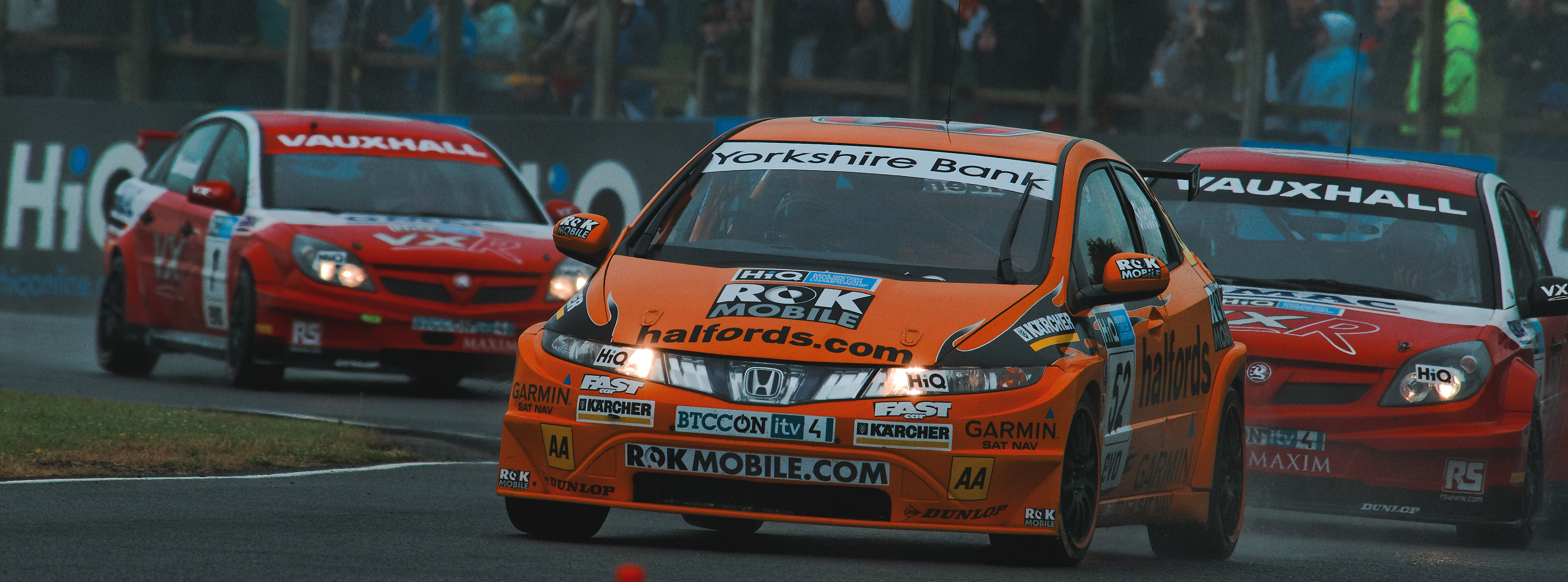
Shedden in het BTCC op het Croft Circuit in 2008.

In 2008 was Shedden de teamleider bij Team Halfords, nadat Neal werd vervangen door Tom Chilton. Hij won twee races op de Rockingham Motor Speedway en op Oulton Park, maar zakte terug naar de zevende plaats in de eindstand met 144 punten.
In 2009 begon Shedden het seizoen bij Team Dynamics, zoals het team nu heette, maar na het eerste raceweekend werd hij vervangen door James Thompson. Het team werkte eraan om genoeg sponsorgeld te krijgen zodat Shedden later in het seizoen terug zou keren, maar voorafgaand aan het raceweekend op Snetterton tekende hij bij het team Clyde Valley Racing. Na in twee evenementen te hebben gereden, besloot het team om de rest van het seizoen niet deel te nemen. In de laatste twee raceweekenden nam hij deel voor het team Club SEAT. Ondanks zijn bewogen seizoen eindigde hij als veertiende in het klassement met 34 punten.
In 2010 keerde Shedden, samen met Neal, terug bij het Team Dynamics, dat inmiddels het officiële fabrieksteam van Honda was geworden. Hij won vijf races op het Croft Circuit (tweemaal), Snetterton, Knockhill en Donington Park en werd derde in het eindklassement met 218 punten.

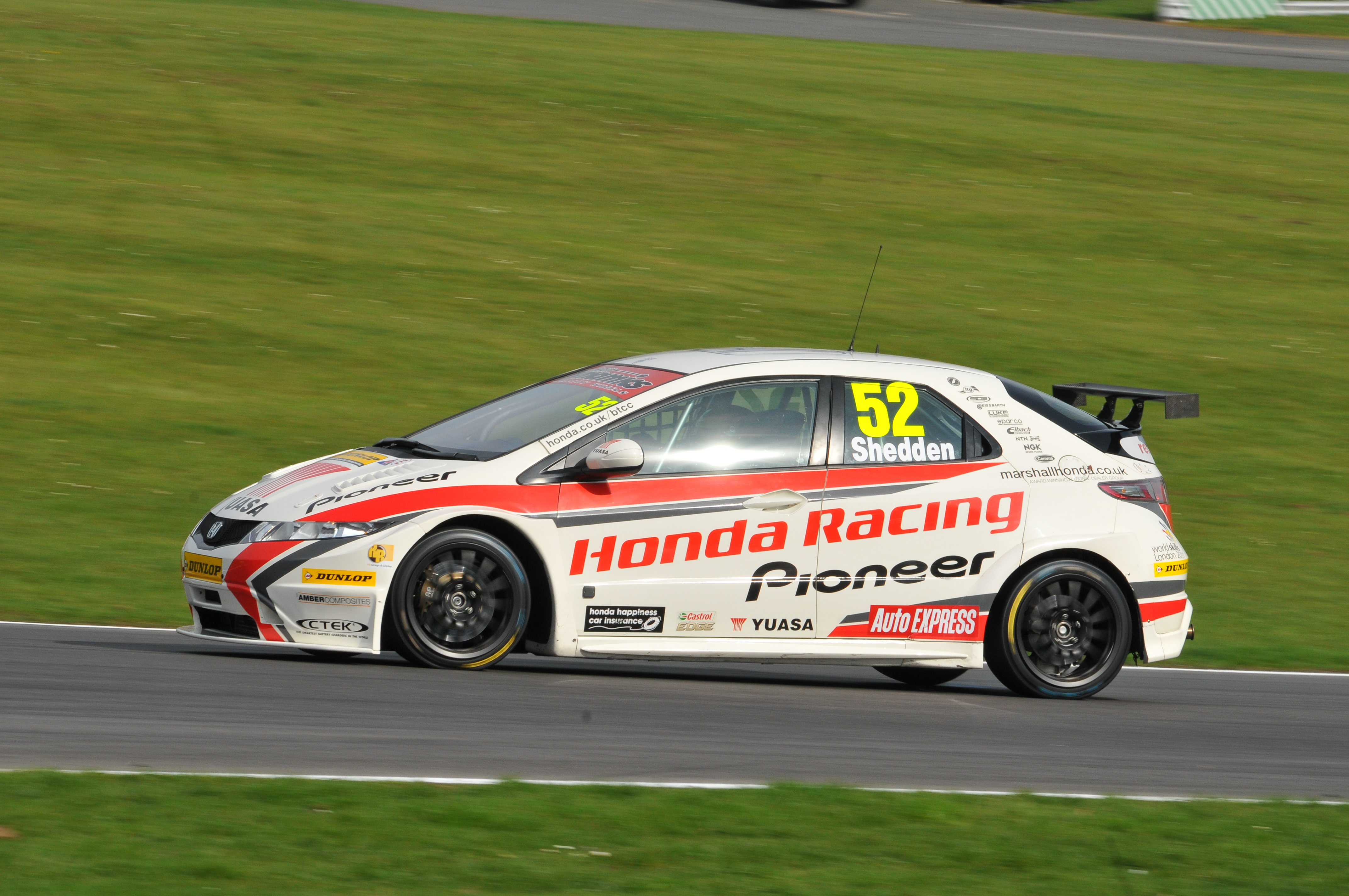
Shedden in het BTCC op Brands Hatch in 2011.

In 2011 werd het kampioenschap gedomineerd door het fabrieksteam van Honda. Neal won het kampioenschap, terwijl Shedden met overwinningen op Thruxton, Oulton Park, Snetterton, Knockhill, Rockingham en Silverstone tweede werd met 249 punten, acht minder dan Neal. Daarnaast reed hij in de laatste twee races van het Britse GT-kampioenschap bij het team Rosso Verde als vervanger van Allan Simonsen naast Hector Lester.
In 2012 bleef Shedden actief voor het fabrieksteam van Honda. Hij won acht races; twee op zowel Donington Park, Thruxton en Rockingham en één op Oulton Park en Croft en werd zo voor het eerst BTCC-kampioen met 408 punten.
In 2013 reed Shedden voor een vierde seizoen bij Honda. Hij won vijf races op Donington Park, Thruxton, Snetterton, Silverstone en Brands Hatch en werd tweede in het kampioenschap met 390 punten, slechts zeven minder dan de niet in een fabrieksteam rijdende Andrew Jordan.
In 2014 stapte het fabrieksteam van Honda over naar een nieuw model van de Civic. De overstap bleek niet zo succesvol als gedacht, alhoewel Shedden wel drie races won op Donington Park, Thruxton en Brands Hatch. Met 349 punten zakte hij naar de derde plaats in de eindstand.
In 2015 won Shedden vier races op Brands Hatch, Thruxton, Knockhill en Rockingham. Pas in de laatste race van het seizoen, ook op Brands Hatch, won hij zijn tweede BTCC-titel met 348 punten, slechts vier meer dan Jason Plato.
In 2016 keerde Halfords terug als sponsor voor het team voor het eerst sinds 2008. Shedden won de tweede race van het eerste raceweekend op Brands Hatch, maar kende daarna veel problemen waardoor hij halverwege het seizoen slechts negende stond in de tussenstand. In de tweede helft van het seizoen won hij echter drie races op Snetterton, Rockingham en Silverstone, waardoor de titel weer binnen bereik kwam. In de laatste race van het seizoen op Brands Hatch haalde Shedden zijn directe concurrent Sam Tordoff in om zo het kampioenschap te winnen met 308 punten, slechts twee meer dan Tordoff.
In 2017 won Shedden opnieuw in het eerste raceweekend op Brands Hatch. Hij won ook een race op Donington Park, maar deze werd hem afgenomen omdat zijn auto niet voldeed aan de technische reglementen. Later in het seizoen won hij nog twee races op Oulton Park en Snetterton en eindigde als vierde in het kampioenschap met 309 punten. Daarnaast maakte hij dat jaar ook zijn debuut in de TCR International Series in de seizoensfinale op het Dubai Autodrome als vervanger van Robert Huff bij het team Leopard Racing Team WRT. In zijn eerste race behaalde hij direct pole position en werd hij tweede achter Pepe Oriola, terwijl hij in de tweede race als zevende eindigde.